# Droujba (oblast de Tchernihiv)
Pour les articles homonymes, voir Droujba.
Droujba (ukrainien : Дружба, russe : Дружба) est une commune urbaine de l'oblast de Tchernihiv, en Ukraine. Elle compte 793 habitants en 2025.